# Gastone Novelli
Gastone Novelli (Ancona, 1895. június 13. – Padova, 1919. július 3.) hadnagy, az első világháború egy híres olasz ászpilótája volt. Szolgálata során 8 légi győzelmet szerzett, s kiérdemelte az olasz Vitézségi Érmet. A háború után 1 évvel, 1919-ben hunyt el.

## Élete

### Katonai szolgálata
A források nem említik, hogy Novelli mikor állt katonának. Azonban valószínűsíthető, hogy 1916 körül került a repüléshez, a 26. vagy a 71. repülő osztagba. Később elkerült e századoktól, hiszen első (igazolatlan) légi győzelmét 1917. április 15-én már a Squadriglia 81 (81. repülő osztag) színeiben aratta. 1917 júniusában további 3 győzelmet arat, Nieuport típusú repülőgépével. 1917. november 30-án legyőz egy Albatros D.III-at, 30-án pedig egy kétüléses gépet (Two-Seater). Ezzel a győzelmével érte el az ászpilóta minősítést, amely az 5, vagy annál több légi győzelmet szerző pilóták jelzője. Emellett pedig ezért kapta meg az olasz Katonai Vitézségi Érmet. 1918 évében további 3 légi győzelmet szerzett, ám ezek mind megosztottak voltak. Ez azt jelenti, hogy a gépet nem egyedül hanem egy, vagy több pilóta segítségével. 1918. május 17-én ő is részt vett Gräser Ferenc, az egyik legeredményesebb magyar pilóta lelövésében, Guido Nardini-val, és Cesare Magistrini-vel.
1919. július 3-án hunyt el, 24 éves korában.

### Légi győzelmei
| Sorszám     | Dátum               | Egység | Ellenfél         | Megjegyzés                                              |
| ----------- | ------------------- | ------ | ---------------- | ------------------------------------------------------- |
| Igazolatlan | 1917. április 15.   | 81ª    | Ismeretlen       | -                                                       |
| 1           | 1917. június 3.     | 81ª    | Ismeretlen       | -                                                       |
| 2           | 1917. június 19.    | 81aª   | Ismeretlen       | Megosztott győzelem.                                    |
| 3           | 1917. június 21.    | 91ª    | Ismeretlen       | Megosztott győzelem.                                    |
| 4           | 1917. november 23.  | 91ª    | Albatros D.III   | Francesco Baracca-val megosztva.                        |
| 5           | 1917. november 30.  | 91ª    | Kétüléses vadász | Cesare Magistrini-vel, és Feruccio Ranza-val megosztva. |
| 6           | 1918. május 17.     | 91ª    | Albatros         | Guido Nardini-vel és Cesare Magistrini-vel megosztva.   |
| 7           | 1918. május 26.     | 91ª    | Felderítő        | Pier Piccio-val, és Amedeo Mecozzi-val megosztva.       |
| 8           | 1918. augusztus 11. | 91ª    | Felderítő        | Pier Piccio-val megosztva.                              |